# كارل بيرغر
كارل بيرغر (بالألمانية: Karl Berger)‏ (13 يونيو 1951 بشتوتغارت في ألمانيا - ) هو لاعب كرة قدم ألماني في مركز الهجوم. لعب مع فورتونا كولن ونادي جينك ونادي شافهاوزن ونادي شتوتغارت ونادي كارلسروه ونادي واترشاي ثور.

## وصلات خارجية
- كارل بيرغر على موقع قاعدة بيانات كرة القدم.إي يو (الإنجليزية)
- كارل بيرغر على موقع عالم كرة القدم.نت (الإنجليزية)